# الأكاديمية العسكرية البروسية

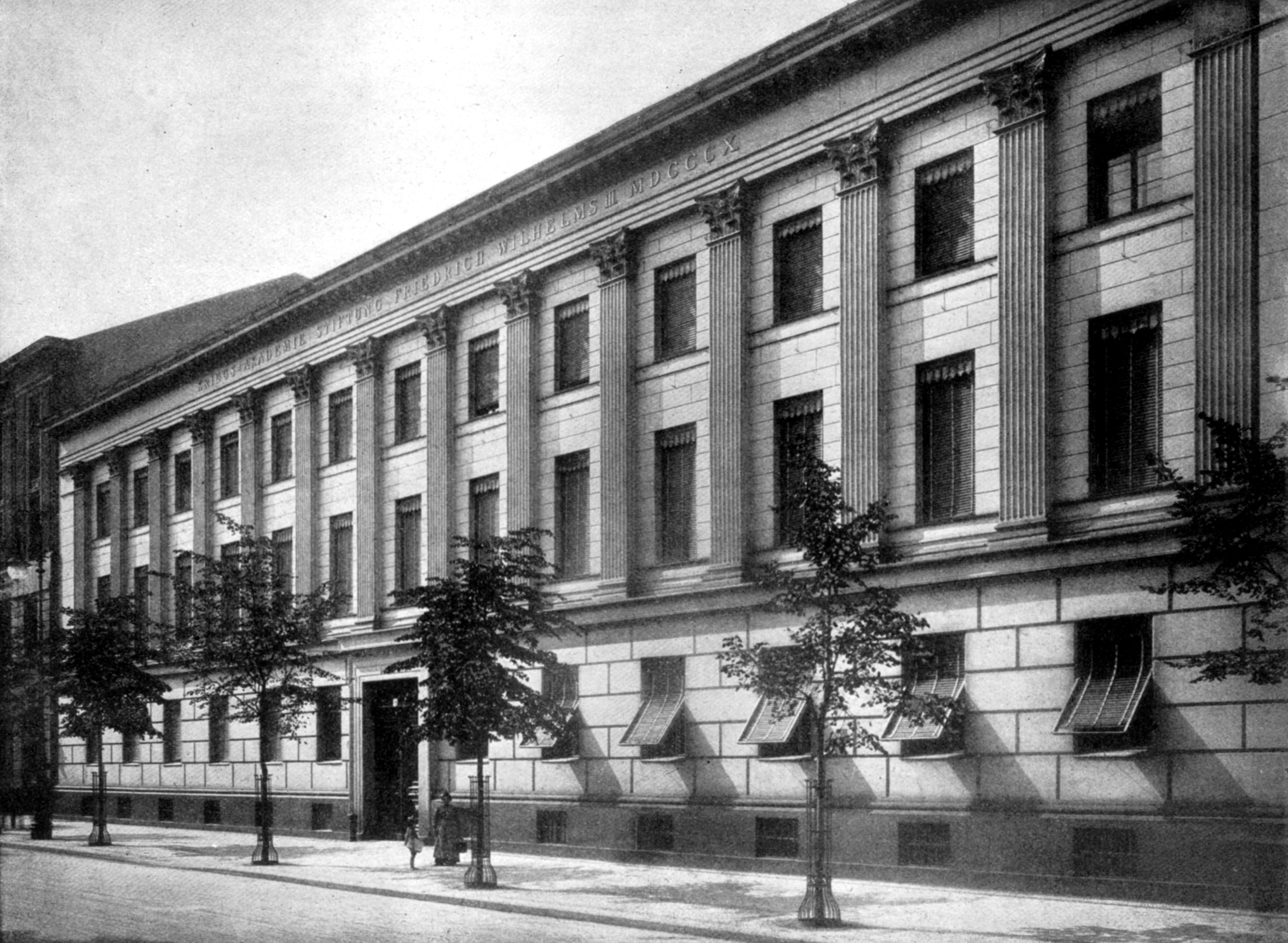
واجهة 74 ونتر دن ليندن، شيدها كارل فريدريش شينكل 1845/25 عندما كانت مدرسة المدفعية والهندسة المتحدة

الأكاديمية العسكرية البروسية، وكذلك الكلية الحربية البروسية  ( (بالألمانية: Preußische Kriegsakademie)‏ ) كانت أعلى منشأة عسكرية في مملكة بروسيا لتعليم وتدريب وتطوير ضباط الأركان العامة.

## الموقع
أنشأت مع Akademie für junge Offiziere der Infanterie und Kavallerie (أكاديمية الضباط الشباب من المشاة وسلاح الفرسان) في عام 1801، وأصبحت تعرف فيما بعد باسم Allgemeine Kriegsschule (مدرسة الحرب العامة). تم إعادة تأسيسها رسميًا من قبل غيرهارد فون شارنهورست في برلين في 15 أكتوبر 1810 كواحدة من ثلاث كليات لضباط. تم تصميم المبنى على أونتر دن ليندن (1845/25) على يد كارل فريدريش شينكل.

## تخرج
كان التخرج من كلية الأركان شرطًا أساسيًا للتعيين في هيئة الأركان العامة البروسية (لاحقًا هيئة الأركان العامة الألمانية). تم تسجيل كارل فون كلاوزفيتز كأحد طلابها الأوائل في عام 1801 (قبل إعادة تسميته).